# 塞那阿巴斯巨人像

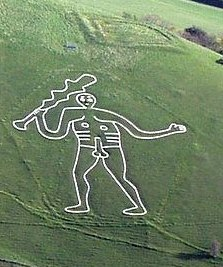
從正上方鳥瞰塞那阿巴斯巨人像

塞那阿巴斯巨人像（Cerne Abbas giant）為一山坡上的裸身巨石像、位於英格蘭多塞特郡北方塞那阿巴斯附近的山腳。
巨石像高55公尺，寬51公尺，右手拿一根37公尺長的瘢節巨棒。 巨石像是在陡峭的山坡上鑿出高寬均為30公分的線形溝槽構成。 而溝槽是直接鑿穿草皮及土石層到達白堊岩層上，可以從山谷對面望見或空中來鳥瞰。據說已存在超過二千年。於1996年的研究發現巨石像的一些特徵已經被改變過；較明顯地、是研究結論認為最初的巨石像左手拿有一件批風，且腳踏在無身軀的頭顱上。 傳說婦女睡在巨石像上、尤其是在巨石像的生殖器部分和人做愛，不孕症就就可不藥痊癒。

## 外部連結
- Cerne Abbas Giant at the National Trust
- Cerne Abbas village website
- Cerne Abbas giant at Mysterious Britain
- Pictures of Cerne Abbas Giant

50°48′49″N 2°28′29″W / 50.81361°N 2.47472°W